# Sabrina, a mélytengeri boszorkány
A Sabrina, a mélytengeri boszorkány (eredeti címén Sabrina, Down Under) egész estés amerikai televíziós film.
Amerikában 1999. szeptember 26-án mutatták be. Magyarországon 2005. január 27-én vetítették le.

## Szereposztás
| Szereplő         | Színész               | Magyar hang   | Leírás |
| ---------------- | --------------------- | ------------- | ------ |
| Sabrina Spellman | Melissa Joan Hart     | Roatis Andrea |        |
| Gwen             | Tara Strong           | ?             |        |
| Barnaby          | Scott Michaelson      | ?             |        |
| Fin              | Lindsay Sloane        | ?             |        |
| Barbara          | Rachel Leigh Anderson | ?             |        |